# Giuseppe Taddei
Giuseppe Taddei (ur. 26 czerwca 1916 w Genui, zm. 2 czerwca 2010 w Rzymie) – włoski śpiewak, baryton.

## Życiorys
Studiował w Genui i Rzymie, na scenie zadebiutował w 1936 roku w rzymskim Teatro Reale dell’Opera rolą Herolda w Lohengrinie Richarda Wagnera. W 1942 roku został zmobilizowany do włoskiej armii, później znalazł się w niemieckim obozie jenieckim. W latach 1946–1948 występował w Operze Wiedeńskiej. W 1948 roku debiutował na festiwalu w Salzburgu jako Figaro w Weselu Figara W.A. Mozarta. W latach 1948–1951 i 1955–1961 związany był z mediolańską La Scalą. Gościnnie występował m.in. w San Francisco (1957), Chicago (1959), Covent Garden Theatre w Londynie (1960–1967), Wiedniu (1981 i 1986) oraz Nowym Jorku (1985). W 1995 roku zakończył karierę sceniczną.
Wykonywał zarówno role liryczno-dramatyczne, jak i buffo. Zasłynął zwłaszcza kreacjami w operach Giuseppe Verdiego (tytułowe role w Makbecie, Rigoletcie, Falstaffie) i Giacomo Pucciniego (Scarpia w Tosce, tytułowa rola w Giannim Schicchim). Dokonał licznych nagrań płytowych dla wytwórni Cetra, HMV, Columbia, Deutsche Grammophon i Decca.